# Rör (vävning)
Rör i vävsammanhang är utrymmet mellan lamellerna i vävskeden där varpens trådar träs med hjälp av en skedkrok. Antalet rör per centimeter avgör tygets täthet och beroende på antal trådar per rör.
Ofta, men inte alltid, träs dubbla trådar i rör, men ibland ända upp till fyra och i extremfallet kan möjligen åtta trådar per rör förekomma.